# Grazie al cielo, c'è Totò
Grazie al cielo, c'è Totò è un film commedia del 1991, sceneggiato e diretto da Stefano Pomilia.

## Trama
Ernesto, un malvivente, durante una fuga disperata perché inseguito dalla polizia, si rifugia dietro lo schermo di una sala cinematografica di periferia.
Disperato decide di lasciarsi morire quando, forse in preda ad un'allucinazione, vede dinanzi a sé una fiamma che gli parla con la voce di Totò per rincuorarlo e dargli dei buoni consigli.
Ernesto viene ritrovato e portato in ospedale in stato di shock. Tornato a casa si rende conto che la sua famiglia lo ha sempre disprezzato. Ispirandosi a ciò che gli avrebbe detto lo "spirito" di Totò, senza abbattersi più impara a difendersi e vendicarsi imitando i comportamenti dei personaggi dei film del principe della risata.